# Miss Venezuela 1995
El Miss Venezuela 1995 fue la cuadragésima segunda (42.º) edición del certamen Miss Venezuela, se celebró en Caracas, Venezuela, el miércoles 27 de septiembre de 1995. El certamen fue transmitido en vivo por Venevisión desde el Poliedro de Caracas. Al final del evento, Denyse Floreano, Miss Venezuela 1994, de la Costa Oriental, coronó a Alicia Machado, de Yaracuy, como su sucesora.

## Desarrollo
El espectáculo del 27 de septiembre de 1995, en el Poliedro de Caracas, abre con un homenaje a los 100 años del cine, a cargo de Daniel Alvarado, Yolanda Méndez, Elluz Peraza, Emma Rabbe y Jennifer Rodríguez. La nota caribeña de la noche la ponen Gustavo Aguado, Wanda D'Isidoro, Jalymar Salomón, La India y Los Rumberos. Carlos Baute junto a los Mini Pops, Zuleyka y Lilia Vera lleva las riendas de un nuevo número musical. En el show también participan Albita, Tambor Urbano y Guillermo Dávila. Este año se estrena la ronda de preguntas en vivo, segmento que con el tiempo generaría los índices de audiencia más altos del concurso. El público presente en el coso de Coche y el jurado proclaman ganadora a Miss Yaracuy, Alicia Machado. Egresan de este grupo de 28 concursantes: Jacqueline Aguilera (Nueva Esparta), Zoraya Villarreal (Lara), Penélope Sosa (Aragua) y Ángela Hernández (Dependencias Federales).

### Ganadoras

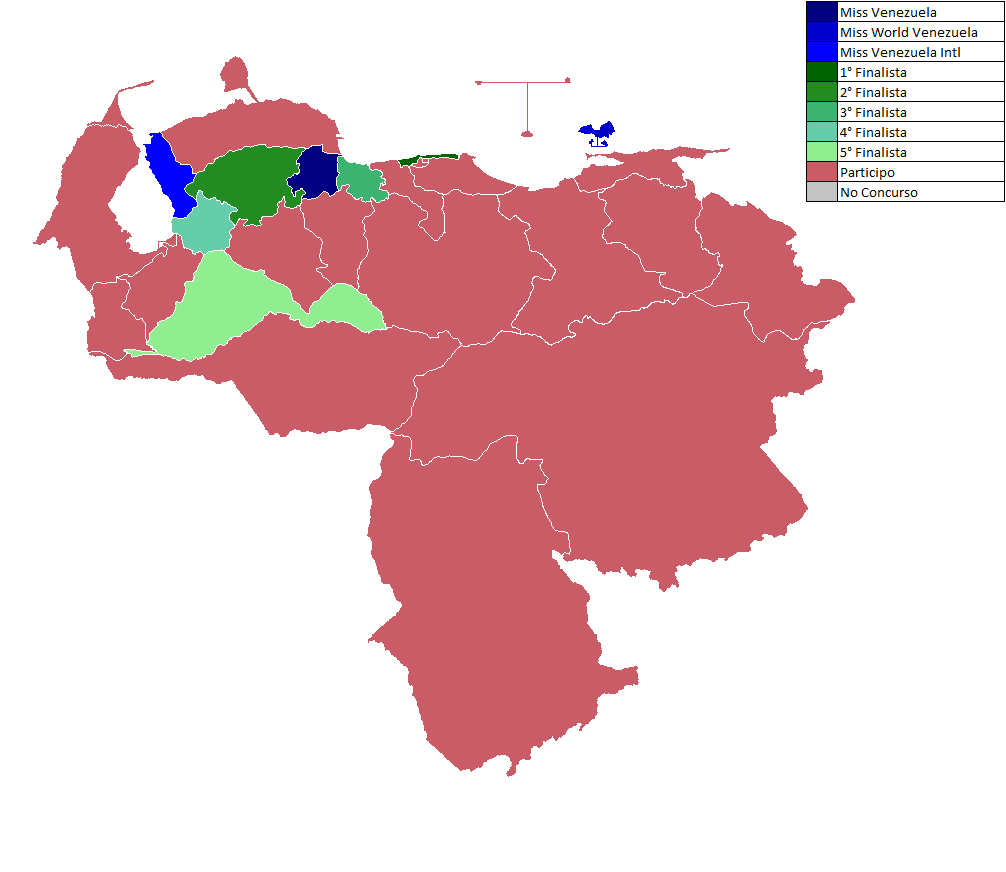
Miss Venezuela 1995

| Resultado                | Candidata                             |
| ------------------------ | ------------------------------------- |
| Miss Venezuela 1995      | - Yaracuy - Alicia Machado            |
| Miss World Venezuela     | - Nueva Esparta - Jacqueline Aguilera |
| Miss Vzla. Internacional | - Costa Oriental - Carla Steinkopf    |
| 1.ª Finalista            | - Municipio Vargas - Aurymir Vicent   |
| 2.ª Finalista            | - Lara - Zoraya Villareal             |
| 3.ª Finalista            | - Carabobo - Jackqueline Osorio       |
| 4.ª Finalista            | - Trujillo - Mariana Cegarra          |
| 5.ª Finalista            | - Barinas - Roselyn Silveira          |

## Premios
| Premio                                                             | Candidata Ganadora                          |
| ------------------------------------------------------------------ | ------------------------------------------- |
| Miss Fotogénica (votado por los periodistas y reporteros gráficos) | - Yaracuy - Alicia Machado                  |
| Miss Elegancia                                                     | - Trujillo - Mariana Cegarra                |
| Mejor cuerpo                                                       | - Aragua - Penélope Sosa                    |
| La Sonrisa más Linda                                               | - Yaracuy - Alicia Machado                  |
| Los ojos más bellos                                                | - Dependencias Federales - Ángela Hernández |

## Jurado calificador
- Hermann Luis Soriano - Ministro de Estado y Presidente de Corpoturismo
- Gladys Zender - Miss Universo 1957
- Eduardo Raygada - Embajador del Perú en Venezuela
- Carlos Arturo Zapata - Diseñador
- Luz Marina Zuluaga (†) - Miss Universo 1958
- Rafael Tudela - Empresario
- Irene Sáez - Alcaldesa del municipio Chacao del estado Miranda, Miss Venezuela y Miss Universo 1981 y gobernadora de nueva Esparta
- Sam Banks - Empresario petrolero del estado de Texas
- Edgar Velarde - Gerente General del Eurobuilding Hotel & Suites
- Mirla Castellanos - Cantante
- Salvador Salvatierra Quintero - Banquero
- Jimmy Termiotis - Empresario
- Andreína Goetz Blohm - Miss Venezuela 1990
- Gonzalo Colimodio Stolk - Abogado
- Mayela Camacho - Diseñadora
- Bettina Beckhoff de Longinotti - Arquitecto y Promotora de Desarrollos Inmobiliarios
- Anabella Vogeler de Gonsalves - Promotora Turística
- Irene Zingg Reverón - Orfebre
- Rafael del Naranco - Editor de la revista Élite
- María de las Casas (†) - Miss Venezuela 1965
- Leopoldo Larrazábal - Médico
- Norberto De Sousa - Gerente General del Sheraton Macuto Resort
- Norberto Azqueta Fanjul - Empresario
- Maruja Beracasa Benzecry (†) - Anticuaria
- Edmund Negwer - Gerente Residente del Hotel Caracas Hilton
- Sophie de Vignal - Esposa del Embajador de Francia en Venezuela
- Jacqueline Jencquel - Asistente del Gerente General de Air France - Venezuela
- Carlos Enrique Domínguez - Gerente de Productos Alimentos Kellog's
- Sergio Harrison Zanini - Director de Ventas y Mercadeo de Goodyear de Venezuela
- Moisés Kaswan - Odontólogo
- Benita Molinos de Pérez Mijares - Dama de Sociedad
- Alexander Alfonzo-Larrain - Promotor de Desarrollos Inmobiliarios y Jugador de Polo
- Beatriz Arraiz de Travieso - Golfista venezolana
- Gabriel Estaba - Baloncestista
- Angel Saldivia - Periodista deportivo
- Leopoldo López Gil - Ejecutivo de negocios
- Tenchy Salas de Jiménez - Editora de la revista Etiqueta
- Diego Fortunato - Artista Plástico y Director de la revista Venezuela Gráfica
- Wilmer Suárez - Jefe de Información del diario Últimas Noticias
- Morella Batista de Scull - Fotógrafa
- Gipson Preziuso Urbaneja - Director Comercial de Air France para Venezuela, Aruba y Antillas Neerlandesas
- Carolina Sánchez de Herrera - Dama de Sociedad
- Sixto Bermúdez - Odontólogo
- Ti Pee Cho - Presidente de Daewoo de Venezuela
- George Wittels - Orfebre
- Joanna Calvera - Coordinadora de Eventos Especiales de Univisión y del Certamen Nuestra Belleza Internacional
- Carlos Sultán - Vicepresidente de Tiendas Grafitti
- Alberto Pierini - Cirujano Plástico
- Edimary López Gil - Abogada
- Juan José Gutiérrez - Empresario guatemalteco
- Carmen Franco de Montoya - Gerente de Eventos Especiales del Eurobuilding Hotel & Suites
- Abi Toledano - Director de Almacenes Toledo
- Carmela Longo - Periodista de espectáculos del diario El Universal
- Rafael Rojas - Gerente de ventas de United Airlines - Venezuela
- Nilma de Fernández - Directora Ejecutiva de Finanzas del diario El Nacional
- Fedor Saldivia - Vicepresidente de United de Venezuela

## Candidatas Oficiales
| Estado                 | Candidata                            | Edad | Estatura (m) | Ciudad Natal       |
| ---------------------- | ------------------------------------ | ---- | ------------ | ------------------ |
| Amazonas               | María Dolores «Lola» Pérez Fernández | 19   | 1,80 m       | Vigo, España       |
| Anzoátegui             | Jenniffer Kristal Milano Hernández   | 22   | 1,77 m       | Caracas            |
| Apure                  | María Luisa Domínguez Loureiro       | 21   | 1,75 m       | Acarigua           |
| Aragua                 | Penélope María Sosa Rivero           | 21   | 1,79 m       | Turmero            |
| Barinas                | Roselyn Silveira Mata                | 20   | 1,77 m       | Caracas            |
| Bolívar                | Irene Chuecos Marrero                | 19   | 1,77 m       | Ciudad Guayana     |
| Carabobo               | Jackqueline del Valle Osorio Castro  | 19   | 1,75 m       | Valencia           |
| Cojedes                | Jacqueline Rivero Matheus            | 19   | 1,76 m       | Caracas            |
| Costa Oriental         | Carla Andreína Steinkopf Struve      | 23   | 1,75 m       | Maracaibo          |
| Delta Amacuro          | Nayber Carolina Torres Barrios †     | 19   | 1,72 m       | Maracaibo          |
| Dependencias Federales | Angela María Hernández Márquez       | 17   | 1,70 m       | Guatire            |
| Distrito Federal       | Bárbra Briggite Bennett Briceño      | 21   | 1,70 m       | Caracas            |
| Falcón                 | Rosanna Teresa Bertoni Barrios †     | 20   | 1,74 m       | Coro               |
| Guárico                | Lorena Lisbeth Loreto Infante        | 20   | 1,78 m       | Valle de La Pascua |
| Lara                   | Zoraya Paola Villareal Mendoza       | 21   | 1,81 m       | Barquisimeto       |
| Mérida                 | Albelena Sanabria Guerrero           | 21   | 1,76 m       | Ejido              |
| Miranda                | Shakty Pinto Hiller                  | 23   | 1,73 m       | Guarenas           |
| Monagas                | Daniella Margarita Mateu Briceño     | 17   | 1,70 m       | Caracas            |
| Municipio Libertador   | Melanie Beatriz Nazco Hernández      | 21   | 1,82 m       | Maracay            |
| Municipio Vargas       | Aurymir Coromoto Vicent Martínez     | 20   | 1,82 m       | Catia La Mar       |
| Nueva Esparta          | Jacqueline María Aguilera Marcano    | 18   | 1,80 m       | Valencia           |
| Península Guajira      | Kisvel Gabriela Brito Velásquez      | 17   | 1,79 m       | Sinamaica          |
| Portuguesa             | Mariangela Garófalo Oliva            | 22   | 1,78 m       | Guanare            |
| Sucre                  | Raiza Sulhey Sarmiento Vielma        | 20   | 1,84 m       | Maracay            |
| Táchira                | Marifel Gómez Villafañe              | 19   | 1,75 m       | Rubio              |
| Trujillo               | Mariana Cegarra Félice               | 21   | 1,80 m       | Barquisimeto       |
| Yaracuy                | Yoseph Alicia Machado Fajardo        | 18   | 1,73 m       | Maracay            |
| Zulia                  | Anielska Josefina Montiel Reverol    | 21   | 1,73 m       | Maracaibo          |